# Municipio de Briseñas
El municipio de Briseñas es uno de los 113 municipios en que se encuentra dividido el estado mexicano de Michoacán de Ocampo. Su cabecera es la población del Briseñas de Matamoros y se encuentra localizado en el extremo noroeste del estado.

## Geografía
El municipio de Briseñas se encuentra en el extremo noroeste del estado de Michoacán, muy cerca al lago de Chapala. Forma parte de la Ciénega de Chapala, de la región I Lerma-Chapala y del Bajío zamorano.
Tiene una extensión territorial total de 67 891 kilómetros cuadrados, que representan el 0.12 % de la extensión total del estado. Tiene como coordenadas geográficas extremas 20°12′-20°17′ de latitud norte y 102°31′-102°42′ de longitud oeste, y su altitud fluctúa entre un máximo de 1600 y un mínimo de 1500 metros sobre el nivel del mar.
El municipio limita al norte con los municipios jaliscienses de La Barca y Jamay —el límite está señalado con Jalisco por el río Lerma—, al este con el municipio de Vista Hermosa, al sureste con el municipio de Pajacuarán y al sur con el municipio de Venustiano Carranza.

## Demografía
La población total del municipio de Briseñas es de 11 681 habitantes, lo que representa un incremento promedio de 0.95 % anual en el período 2010-2020 sobre la base de los 10 653 habitantes registrados en el censo anterior. Ocupa una superficie de 67.70 km², lo que determina al año 2020 una densidad de 172,6 hab/km².
| Gráfica de evolución demográfica de Municipio de Briseñas entre 2000 y 2020 |
|                                                                             |
| Fuente: Instituto Nacional de Estadística Geografía e Informática           |

En el año 2010 estaba clasificado como un municipio de grado medio de vulnerabilidad social, con el 8.89 % de su población en estado de pobreza extrema.
La población del municipio está mayoritariamente alfabetizada (9.30 % de personas analfabetas al año 2010), con un grado de escolarización en torno de los 6.5 años. Solo el 0.53 % de la población se reconoce como indígena.

### Localidades
En el censo de 2020 el municipio de Briseñas contaba con 7 localidades.
| Código INEGI    | Localidad             | Población (2020) |
| --------------- | --------------------- | ---------------- |
| 160110001       | Briseñas de Matamoros | 4 338            |
| 160110004       | Paso de Hidalgo       | 4 105            |
| 160110003       | Ibarra                | 1 789            |
| 160110002       | Cumuato               | 1 233            |
| 160110012       | San Miguel            | 208              |
| 160110010       | Francisco Villarruel  | 5                |
| 160110014       | Las Higuerillas       | 3                |
| Total municipal | Total municipal       | 11 681           |

## Política
El gobierno del municipio de Briseñas le corresponde a su ayuntamiento, el cual está integrado por el presidente municipal, un síndico y el cabildo conformado por siete regidores, cuatro electos por mayoría relativa y tres por el principio de representación proporcional. Todos son electos mediante voto universal, directo y secreto para un periodo de cuatro años con posibilidad de ser reelectos por un único periodo inmediato.

### Representación legislativa
Para la elección de diputados locales al Congreso de Michoacán y de diputados federales a la Cámara de Diputados federal, el municipio de Briseñas se encuentra integrado en los siguientes distritos electorales:
Local:
- Distrito electoral local de 4 de Michoacán con cabecera en Jiquilpan de Juárez.[13]

Federal:
- Distrito electoral federal 4 de Michoacán con cabecera en Jiquilpan de Juárez.[14]